# Netzgehege

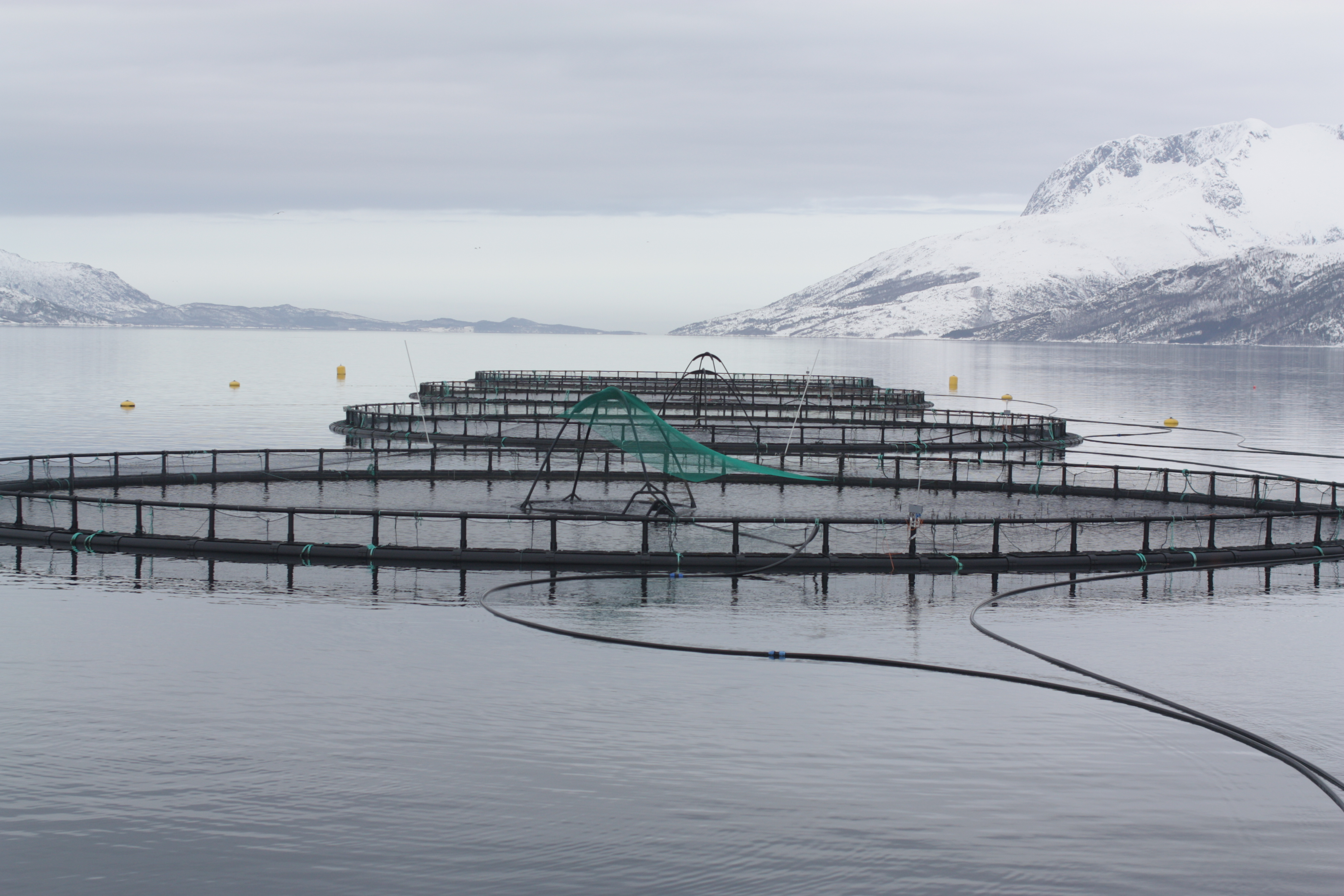
Netzgehege zur Aufzucht von Lachs vor Velfjorden, Norwegen

Ein Netzgehege ist eine Anlage zur Fischzucht in offenen Gewässern. Sie besteht aus einem schwimmfähigen Trägersystem und einem Netz, in dem die Fische gehalten werden. Die Gehege können mit einem automatischen Fütterungssystem ausgerüstet sein.
Netzgehege werden in Größen bis etwa 30 m Durchmesser und 15 m Netztiefe hergestellt. Ist die Anlage auch oben mit einem Netz verschlossen, lässt sie sich getaucht verwenden und so auch bei stärkerem Seegang sicher einsetzen. Eine Bedeckung verhindert ein Entkommen der Fische durch Sprung über den Netzrand.
Es wird vermutet, dass bereits im 19. Jahrhundert in Südost-Asien Fische in Käfigen gehalten wurden, bevor sie auf dem Markt verkauft wurden. Die moderne Netzhaltung begann in den 1950er Jahren mit Aufkommen der ersten synthetischen Materialien.
Am häufigsten wird Lachs in Netzgehegen gezüchtet. Die Besatzdichte beträgt etwa 40 kg Fisch pro Kubikmeter Wasser. Marine Netzgehege werden zumeist in Küstennähe installiert. Es gab jedoch auch Bestrebungen, erheblich größere und stark automatisierte Anlagen auf dem offenen Meer zu betreiben.